# Karlovice (Liberec)
Karlovice é uma comuna checa localizada na região de Liberec, distrito de Semily.

## População
2.680 habitantes (21 de fevereiro. de 2022) 

## Geografia
Karlovice está localizada no vale Opava do maciço Hrubý Jeseník , 5  km a leste-sudeste de Vrbno pod Pradědem, 24  km a sudeste de Bruntál, 19  km a noroeste de ' Ostrava e 87  km a leste-nordeste de Praga.

O município é limitado por Holčovice a norte, por Hošťálkovy a leste, por Krasov e Široká Niva a sul e por Vrbno pod Pradědem a sudoeste e oeste.